# General Telephone and Electronics
La General Telephone and Electronics (GTE) era un'azienda di telecomunicazioni statunitense.
Era la più grande delle compagnie telefoniche indipendenti durante il cosiddetto "Bell System", cioè durante il quasi monopolio telefonico della Bell Telephone Company.

## Storia
Nel 1920 venne fondata la Commonwealth Telephone Company come holding della Richland Center Telephone, una compagnia telefonica locale dello Wisconsin.
La Commonwealth Telephone si espanse attraverso lo Wisconsin meridionale e alla fine del decennio fece la sua prima acquisizione al di fuori dello stato, comprando la Belvidere Telephone Company nell'Illinois. Prese il controllo anche di due compagnie elettriche dello Wisconsin. Nel 1926 la società comprò la Associated Telephone Company di Long Beach, in California. Alla fine di quello stesso anno la Commonwealth Telephone e la Associated Telephone si fusero nella Associated Telephone Utilities.
Negli anni dal 1926 al 1933 la Associated Telephone Utilities acquisì più di trecento compagnie telefoniche in tutti gli Stati Uniti. Tuttavia, la Associated Telephone Utilities fallì nel 1933 durante la cosiddetta Grande depressione e venne ricostituita con il nome di General Telephone Corporation nel 1934.
L'anno successivo venne creata la filiale General Telephone Directory Company. Durante la seconda guerra mondiale la General Telephone partecipò all'impianto del servizio telefonico nelle basi militari. Fra il 1946 ed il 1950, la General Telephone ottenne più di centomila linee telefoniche ed acquisì la Leich Electric Company.
Nel 1951 la General Telephone controllava quindici compagnie telefoniche che operavano in ventidue stati. Negli anni cinquanta si espanse ulteriormente, soprattutto attraverso due operazioni.
Nel 1955, la Theodore Gary & Company fu assorbita dalla General Telephone e le permise di possedere due milioni di linee telefoniche dopo la fusione. Controllava anche una filiale, la General Telephone and Electric Corporation, costituita nel 1930 insieme alla Transamerica Corporation e ad alcuni investitori inglesi per fare concorrenza alla ITT.
Nel 1959 anche la Sylvania Electric Products venne acquisita dalla General Telephone e fu ribattezzata General Telephone & Electronics Corporation (GT&E). Nel 1960 venne fondata la controllata GT&E International Incorporated. Contemporaneamente la GT&E prese il controllo di alcuni fornitori di servizi televisivi via cavo.
Nel 1964 la GT&E acquistò la Western Utilities Corporation. Altre acquisizioni durante gli anni sessanta compresero la Hawaiian Telephone Company e la Northern Ohio Telephone Company. Alla fine del decennio dieci milioni di telefoni GT&E erano attivi.
In seguito ad un attentato dinamitardo del 1970 alla sede della società, a New York, la compagnia si trasferì a Stamford, nel Connecticut. L'anno successivo la GT&E modificò la propria identità e divenne semplicemente GTE, mentre la Sylvania Electric Products divenne GTE Sylvania.
Nel 1979 la GTE comprò la Telenet per stabilire una presenza nel nascente mercato del packet switching. La GTE Telenet fu successivamente compresa nella joint venture US Telecom.
Nel 1991 acquisì il terzo più grande operatore telefonico indipendente, la Continental Telephone (ConTel).
Nel 1994 cedette il fornitore di servizi satellitari Spacenet, alla General Electric
Nel corso della sua storia, la GTE ha rilevato e controllato altre società, tra cui: Automatic Electric, azienda fornitrice di apparecchi telefonici, rilevata nel 1955; BBN Planet, uno dei primi Internet service provider, acquistata nel 1997, rinominata GTE Internetworking e poi divenuta indipendente con il nome Genuity.
La GTE ha cessato le sue attività il 30 giugno 2000, quando la Bell Atlantic l'ha acquistata, fondendosi con essa e trasformandosi in Verizon Communications.

## Attività
La GTE controllava la Automatic Electric, un'industria di materiale telefonico, simile per tanti versi alla Western Electric. La GTE forniva il servizio telefonico in molte aree degli Stati Uniti attraverso operatori locali, analogamente a quanto faceva la AT&T con le proprie ventidue filiali locali.
La GTE operava in Canada tramite grosse quote di partecipazione in compagnie sussidiarie come BC TEL e Quebec-Téléphone. Anche se in seguito vennero introdotte in Canada restrizioni sulle proprietà da parte di compagnie telefoniche straniere, GTE riuscì a mantenerle lo stesso grazie ad alcune clausole. Quando la BC Tel si fuse con Telus (ex Alberta Government Telephones - AGT) per formare BCT.Telus, le sussidiarie canadesi della GTE vennero unite nella neonata azienda, cosicché la GTE divenne la seconda compagnia di telecomunicazioni in Canada; il successore della GTE, Verizon Communications, era l'unica compagnia straniera con una quota di partecipazione maggiore del 20% nel mercato canadese delle telecomunicazioni fino alla cessione delle proprie attività nel 2004.
Nei Caraibi, la ConTel (controllata della GTE) comprò diverse quote di partecipazione delle aziende telefoniche dei paesi formatisi dalle Indie Occidentali Britanniche (in particolare in Barbados, Giamaica e Trinidad e Tobago).
Prima dell'acquisizione da parte della Bell Atlantic, GTE aveva anche una joint-venture di servizi di televisione interattiva, chiamata GTE mainStreet (o mainStreet USA) ed una casa editrice di videogiochi ed intrattenimento interattivo, chiamata GTE Interactive Media.

## GTE Telecomunicazioni S.p.A.
GTE è stata presente anche in Italia a partire dalla fine degli anni cinquanta, in seguito all'acquisizione di Automatic Electric, che operava sul territorio italiano tramite Autelco; quest'ultima fu rilevata dalla GTE, rinominandola GTE Telecomunicazioni S.p.A. La divisione italiana della GTE aveva sedi e stabilimenti a Cassina de' Pecchi, Cologno Monzese, Marcianise, Milano e Roma. La GTE Telecomunicazioni S.p.A. cessò le sue attività nel 1988, quando fu venduta a Siemens Italia (divisione italiana di Siemens AG), che le cambiò nome in Siemens Telecomunicazioni.

## Divisioni Verizon ex GTE
- Verizon California, Inc.
- Verizon Florida, Inc.
- Verizon Northwest, Inc.
- Verizon South, Inc.
- Verizon Southwest, Inc. (GTE Southwest)
- Verizon North, Inc.
- Verizon Mid-States, Inc. (Contel of the South)

## Divisioni americane vendute/trasferite
- GTE Alaska Inc., venduta ad ATEAC
- GTE Arkansas, Inc. venduta a CenturyTel
- GTE Hawaiian Telephone Company, Inc. (Verizon Hawaii, Inc.), venduta a The Carlyle Group nel 2005
- Micronesian Telecommunications
- GTE Midwest Inc. (Verizon Midwest, Inc.), venduta a CenturyTel
- Contel of Minnesota, Inc., venduta a Citizens Communications
- GTE of Iowa - trasformatasi in Iowa Telecom
- Verizon Dominicana (CODETEL), venduta ad América Móvil
- Telecomunicaciones de Puerto Rico (Puerto Rico Telephone), venduta ad América Móvil
- GTE Government Systems, venduta a General Dynamics
- GTE Wireless (con sedi in Alabama, Arizona, Florida, Ohio, New Mexico, South Carolina e Texas) venduta ad Alltel.[15]